# 三疣扁蟹
三疣扁蟹（学名：Palicus trituberculatus）为扁蟹科扁蟹属的动物。在中国大陆，分布于南海等海域，生活环境为海水，多见于水深66-202米沙质底。其生存的海拔范围为-202至-66米。